# Christian d. X's 60 Aars Fødselsdag
Christian d. X's 60 Aars Fødselsdag er en dokumentarfilm fra 1930 af ukendt instruktør.